# 파라타항공
파라타항공(영어: Parata Air)은 대한민국의 저비용 항공사로 이전 명칭은 플라이 양양(Fly Yangyang)과 플라이강원(Fly Gangwon)이었다. 플라이강원은 양양군을 거점으로 2019년 11월 첫 취항을 시작했으나 이듬해에 발생한 코로나19 범유행으로 인하여 경영에 큰 타격을 입었고 2021년 3월 말에 완전 자본 잠식에 빠졌다. 이후 2024년 6월 가전 기업 위닉스가 인수예정자로 선정되며 현재의 사명으로 변경되었으며 2025년 8월 국내선 운항을 시작으로 인천발 일본, 베트남 국제선 노선 취항을 목표로 하고 있으며 이를 위해 항공 운항 증명(AOC) 회복 절차 진행 단계에 진행 중이다.

## 역사

### 플라이강원
2019년 플라이강원은 첫 국제선 노선인 타이베이를 취항하면서 본격적인 운항을 시작했고 서울, 대구, 여수 등을 차례대로 취항하면서 국내선 노선망 확대도 진행했으나 코로나19 범유행으로 인한 재무구조 악화로 경영권 매각 절차를 진행했다.
이후 2024년 6월 3일 최종 인수기업으로 생활가전 전문기업인 위닉스가 선정되었고 같은 해 7월말에는 법원 인가 절차가 완료되면서 플라이강원의 최종 인수를 확정지었으며 8월에는 사명도 파라타항공으로 변경했다.

### 파라타항공
파라타항공은 (주)위닉스가 대주주인 사실상 새로운 항공사로 2024년 10월에는 에어버스사 A330-200 기종의 항공기 1대의 리스 계약을 마친 상태이며 이 항공사에서 추가로 도입할 기재 역시 A330 또는 A320으로 알려져 있으며 중장거리와 단거리 노선을 함께 노린다는 전략이며 2025년 중으로 양양 - 제주와 김포 - 제주 노선을 시작으로 이후에는 김포와 인천발 노선도 취항할 예정이다.
본사는 강원특별자치도 양양군에 위치한 과거 플라이강원 건물에 등록되어 있으며 사업자등록과 통신판매업 신고 역시 본사인 강원특별자치도로 등록되어 있고 최근에는 서울특별시 강서구 마곡동에 서울지사를 오픈한 뒤 신규 취항을 준비하고 있는 중이다. 
파라타항공은 인천국제공항과 김포국제공항 뿐만 아니라 양양국제공항까지도 함께 거점으로 운영하며 기업의 안정적인 존속과 수익성 확보를 위해 국내선과 국제선을 병행하는 다각적 노선 전략을 추진하고 있다.
2025년 6월 말에는 1기 승무원들이 교육을 마친 뒤 수료식을 진행했으며 7월 31일 김포국제공항을 통해 1호기(A330-200)가 도입되었다. 

### 파라타항공의 CI
파라타항공은 2024년 9월 9일 CI를 공개했는데 신규 CI는 영문 철자 ‘PARATA’에 있는 세 개의 알파벳 ‘A’를 ‘새’로 형상화해 에이버드(A-Bird)라는 심볼로 표현했고 로고의 모양은 에이버드가 하늘을 향해 비상하는 모습을 시각화해 차별화된 고객 서비스로 여행 경험의 패러다임을 바꾸는 신뢰할 수 있는 항공사라는 브랜드 철학을 나타냈다.
블루 색상은 파라타항공의 핵심 고객가치인 투명함(신뢰)과 쾌적함을 기반으로 항공사로서의 신뢰와 안정감을 전달토록 했고 신규 CI와 함께 파라타항공은 새로운 브랜드 슬로건 ‘Fly New(플라이 뉴)’도 공개했으며 새롭게 출발하는 파라타항공이 고객가치를 최우선으로 항공 경험을 디자인하여 한국 최고의 ‘행복한 여행 파트너’로 거듭나겠다는 의미를 담았다.

## 보유 기종
- 2024년 10월 A330 1대, 2025년 1월 A330 1대, 2025년 4월 A320 2대 도입 계약을 체결하였으며 25년 7월 31일 1호기가 국내로 도입되었다(HL8709)